# Upplands runinskrifter 920
Upplands runinskrifter 920 är en runsten i Broholm, nordväst om Jumkil, Uppsala kommun. Stenen är rest vid vägen mellan Broholm och Blacksta.

## Stenen
Stenen påträffades vid ett dikesarbete hösten 1923. Fyndplatsen - en icke odlad åkerholme - var troligen inte stenens ursprungsplats då den låg bland ett flertal, från åkern, uppflyttade stenar. Stenen sprängdes i bitar, och först därefter upptäckte man att det fanns ristningar på den. Stenen lagades och uppfördes på sin nuvarande plats 1929. Stenens gamla lagningar ersattes med nya på 1980-talet.
Runstenen är i röd granit, 2 meter hög, 1,2 meter bred (vid basen) och 0,3 meter tjock.

## Inskriften
Runhöjden är 9-12 centimeter. Ristningen är i allmänhet djupt huggen och tydlig.
Translitterering av runraden:
iki-...- · auk o...untr : þeʀ : litu risa : sti[(n)] : þinsa iftiʀ hiþinbiurn : uk : fastbiurn : uk ...(l)k... faþur sin kuþ hialbi sialu þi-...
Normalisering till runsvenska:
Ingi... ok A[n]undr þæiʀ letu ræisa stæin þennsa æftiʀ Heðinbiorn ok Fastbiorn ok ..., faður sinn. Guð hialpi sialu þæi[ʀa].
Översättning till nusvenska:
Inge-? och Jorund(?), de läto resa denna sten efter Hedenbjörn och Fastbjörn och ... sin fader. Gud hjälpe deras själ.
Det första namnet är sannolikt Ingemar.